# 599–590 př. n. l.

Sapfó a Alkaios na obraze Lawrence Alma-Tadema (1881).

Staletí: 7. století př. n. l. – 6. století př. n. l. – 5. století př. n. l.
Roky: 600–609 590–599 589 588 587 586 585

## Události
- 597 – Babyloňané dobyli Jeruzalém
- 595 – Království Čchu porazilo Království Ťin v bitvě u Pi
- 594 – Solón v Athénách zvolen archontem
- 593 – Solónova ústava – základ demokratického uspořádání v Athénách
- 591 – Egyptský faraon Psammetik II. táhne do Núbie

## Narození

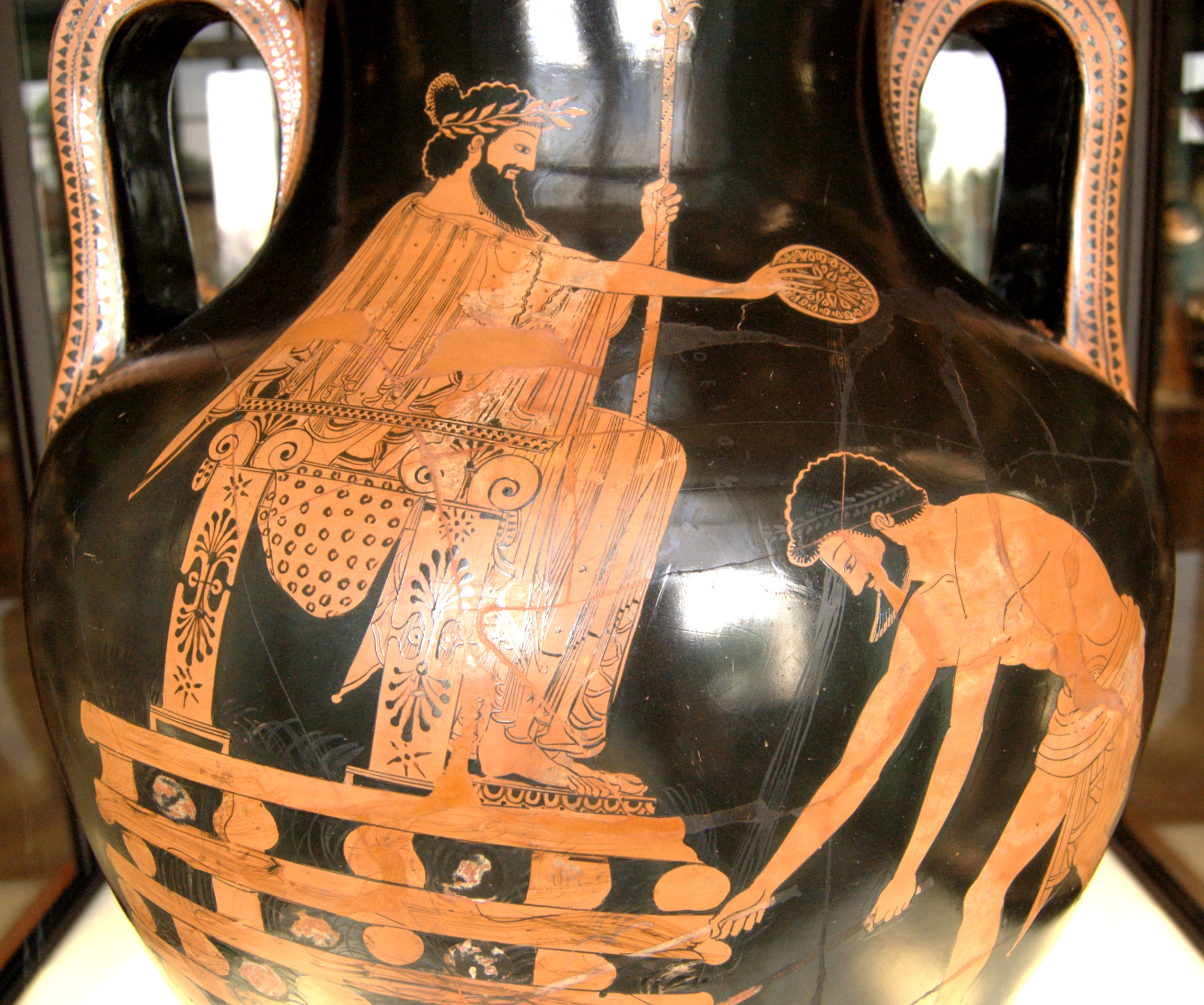
Kroisos na attické amfoře nalezené ve Vulci (mezi lety 500–490 př. n. l.)

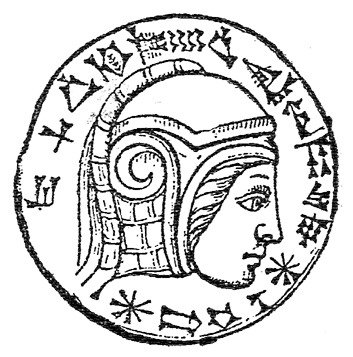
Mince Nebukadnesara II.

- asi 595 – Kroisos
- asi 599 – Mahávíra

## Úmrtí
- 595 – Neko II.

## Hlavy států
- Atény
  - neznámí (599–597)
  - Cypselus (597–596)
  - Telecles (596–595)
  - Philombrotus (595–594)
  - Solón (594–593)
  - Dropides (593–592)
  - Eucrates (592–591)
  - Simon (591–590)
- Novobabylonská říše – Nebukadnesar II.
- Egypt
  - Neko II. (610–595)
  - Psammetik II. (595–559)
- Médie – Kyaxarés II.
- Persis – Kambýsés I.
- Řím – Lucius Tarquinius Priscus
- Sparta – Eurykratidés